# Биану, Ион

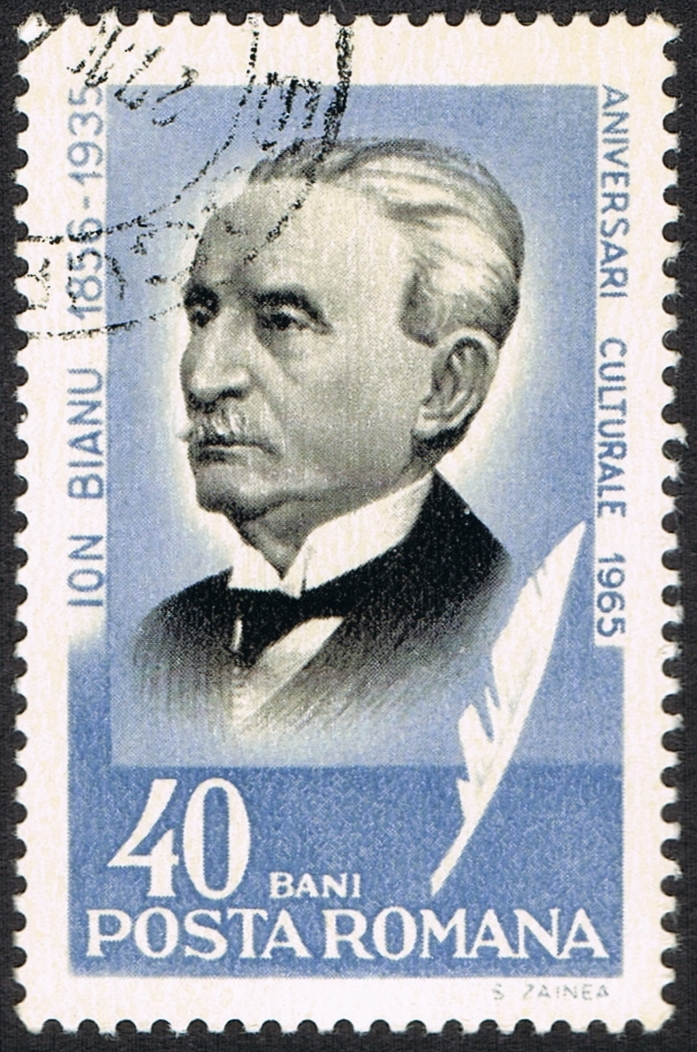
Ион Биану

Ион Биану (рум. ; 8 сентября 1856, Фэджет — 13 февраля 1935, Бухарест) — румынский учёный, лингвист, библиограф. Президент Румынской академии (1929—1932).

## Биография
Окончил Бухарестский университет. Ученик профессора сравнительной филологии Б. Хашдеу и археолога А. Одобеску. Позже стажировался в Милане, Мадриде и Париже.
После возвращения на родину работал школьным учителем, затем — профессором румынской литературы в университете Бухареста.
Стоял у истоков библиотеки Румынской академии наук, в которой собрана самая большая в стране коллекция старопечатной книжности.
В 1884—1935 — руководитель библиотеки Румынской академии.
Член-корреспондентом с 1887 года, с 1902 — действительный член, в 1927—1929 — Генеральный секретарь, в 1929—1932 гг. — Президент Румынской академии.
Впервые подробно описал старопечатные книги кирилловского шрифта, которые издавались на территории нынешней Румынии как на славянском, так и румынском языках, в том числе, румынские переводы русских хронографов конца XVII века.
Среди его именитых учеников Александру Росетти.